# Kariéra

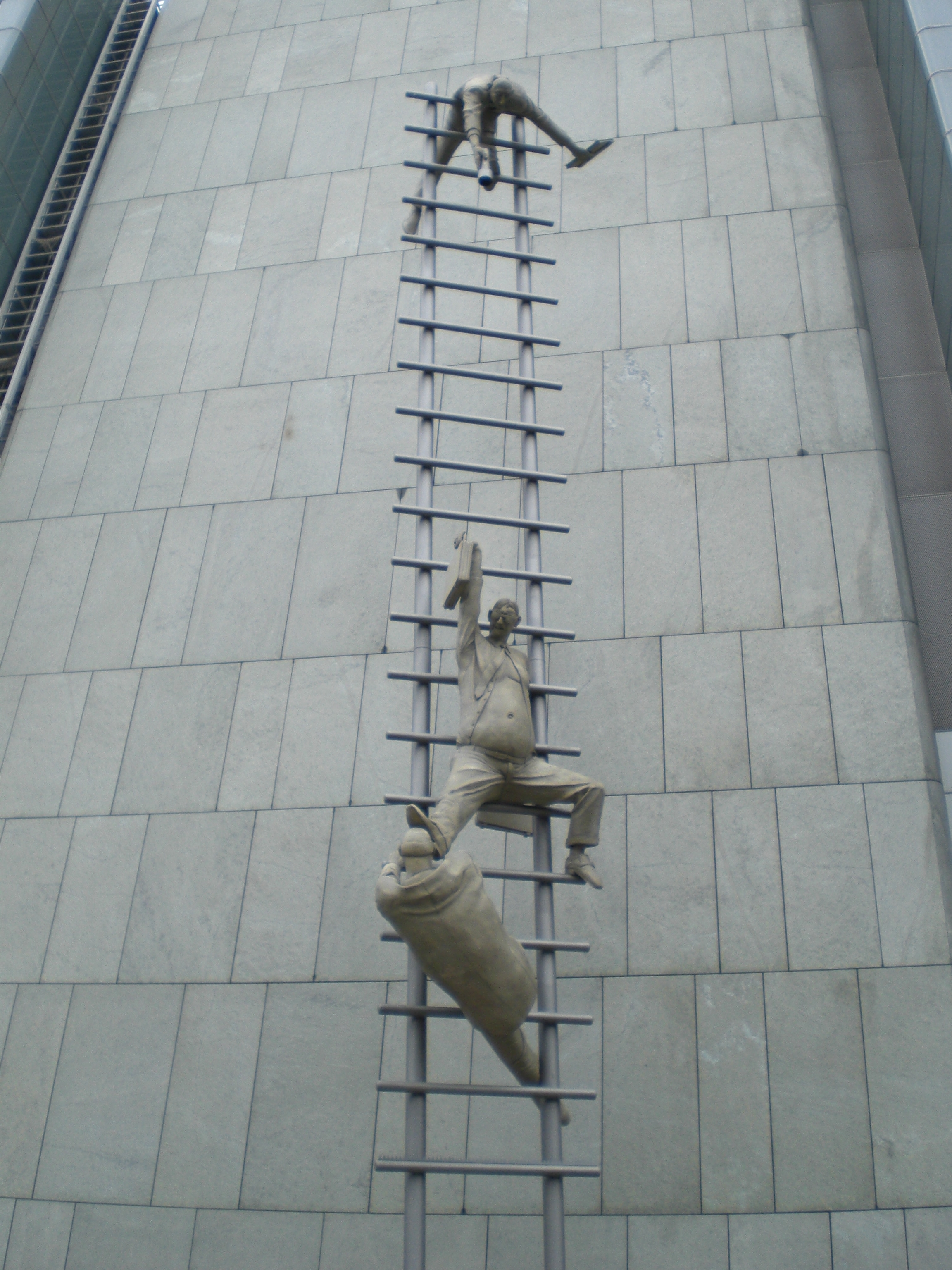
Boj o prestiž na příčkách kariéry

Kariéra je profesní dráha jedince, ať už celoživotní nebo i určité části jeho života. Začíná v okamžiku, kdy vstoupí na pracovní trh a pokouší se tam získat určitou prestiž. Růst prestiže v povolání ovlivňuje zároveň jeho sociální postavení a tím i jeho roli ve společnosti. Dennis Baltzley, partner poradenské firmy Korn Ferry, říká, že zaměstnavatelé by měli umožnit svým zaměstnancům kariérní postup, pokud se snaží udržet si ty nejlepší zaměstnance. Pro zaměstnance je důležité, aby bylo oceněno jejich přispění k celku. Zaměstnavatelé by tak měli mít nastavený systém kariérního postupu, který by se vztahoval jak na vyšší, tak na nižší pracovní funkce. 

## Etymologie
Počeštělé slovo kariéra je odvozeno z francouzského slova carrière a znamená dráha. Prapůvod je v latinském slově carrus, z něhož je odvozeno i české slovo kára.